# 北京急救中心
北京急救中心（英語：Beijing Emergency Medical Center），是北京市的一所三级甲等急救中心，直属北京市卫生健康委员会。

## 本院

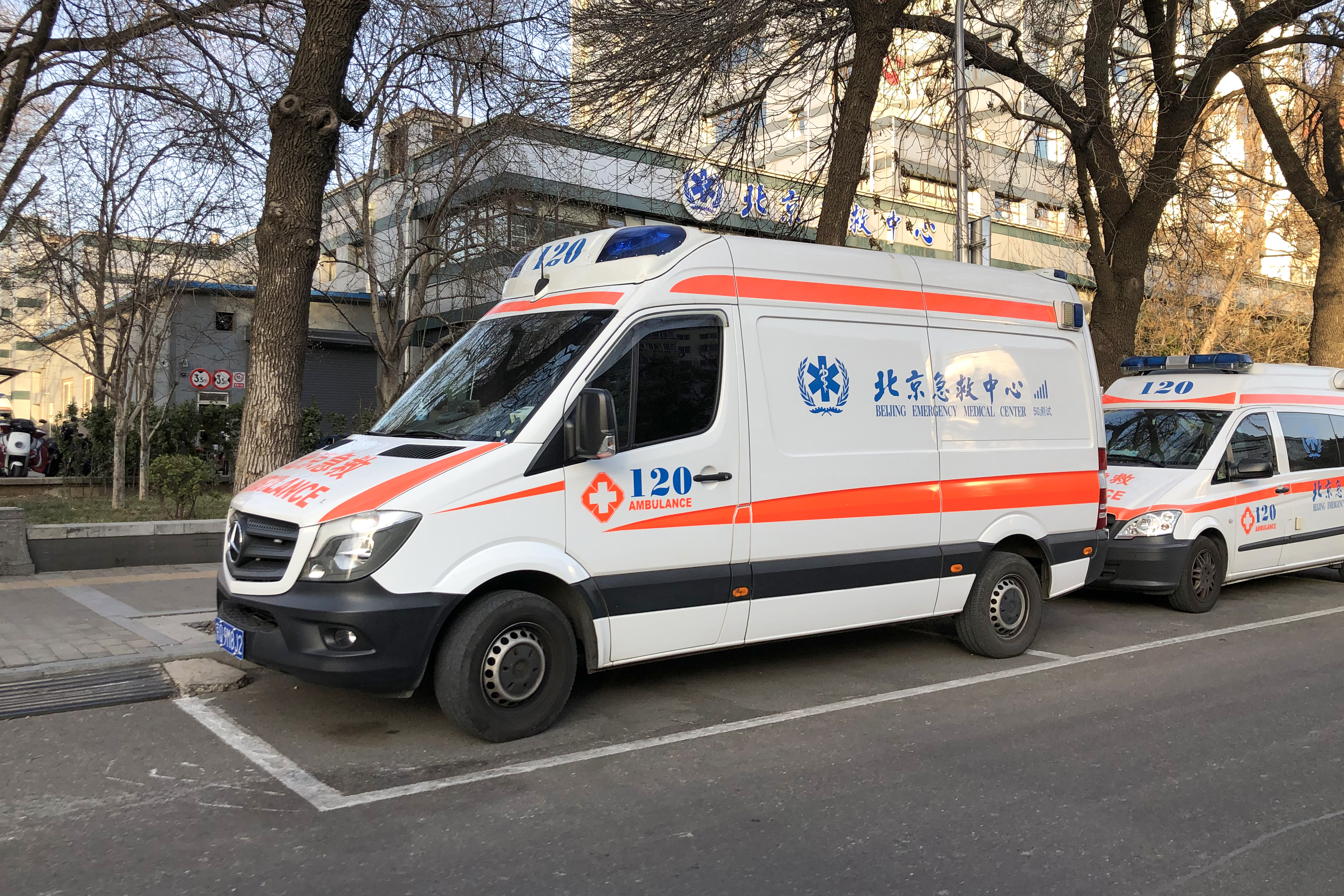
北京急救中心外停放的梅赛德斯-奔驰斯宾特救護車

北京急救中心的前身是北京市急救站。1952年11月，北京市急救站成立。1961年1月4日，北京市人民委员会批准北京市各区建立急救站。1983年，组建北京急救中心。该中心由中国政府与意大利政府合建。1988年3月25日正式运营。1988年4月，北京急救中心正式开通全国统一急救电话120。当时该中心设有院前急救和院内医疗两部分。该中心1997年被评为三级甲等急救中心。2004年，增设北京紧急医疗救援中心。2005年4月1日起撤销了院内医疗，完全变为一个院前急救组织。该中心曾参与2008年北京奥运会的医疗救援工作。

## 急救电话
该中心的120急救电话曾经是北京市唯一的急救电话。但2001年9月19日北京市红十字会紧急救援中心的999急救电话正式开通。999的开通，改变了此前北京市仅有北京急救中心的120全国统一急救电话号码的情况，成为北京市第二个急救电话号码。2019年起，北京将利用3-5年时间整合两个急救系统，实现统一指挥调度，急救呼叫号码统一为“120”。

## 通州部
即将开建的通州部位于通州区梨园镇，总建筑面积约为35664平方米，紧邻主干路万盛南街、九棵树西路、云瑞南街。除此之外，还将建设在北京城市副中心06组团东部的急救中心站（建筑规模800平方米）、位于安贞医院通州院区北侧中心工作站；位于人民医院通州院区的南侧中心工作站中心工作站和遍布北京城市副中心的急救工作站25处。

## 直属亦庄分中心
直属亦庄分中心已经开工建设，位于经开区核心区67#街区67A1地块（南至西环东二路，西至景园南街，北侧和东侧临67F1地块红线）。该中心占地面积为3375.46平方米，总建筑面积为11229.04平方米，计划在2022年建成投入使用。